# Red Deer-Nord
Circonscription électorale provinciale du Canada
Red Deer-Nord est une circonscription électorale provinciale de l'Alberta (Canada), située dans l'Alberta centrale. La circonscription, ancien fief de Stockwell Day avant son départ vers le fédéral, comprend la moitié nord de Red Deer.

## Liste des députés
| Années | Années         | Député              | Parti politique           |
| ------ | -------------- | ------------------- | ------------------------- |
|        | 1986 - 1989    | Stockwell Day       | Progressiste-conservateur |
|        | 1989 - 1993    | Stockwell Day       | Progressiste-conservateur |
|        | 1993 - 1997    | Stockwell Day       | Progressiste-conservateur |
|        | 1997 - 2000    | Stockwell Day       | Progressiste-conservateur |
|        | 2000 - 2001    | Mary Anne Jablonski | Progressiste-conservateur |
|        | 2001 - 2004    | Mary Anne Jablonski | Progressiste-conservateur |
|        | 2004 - 2008    | Mary Anne Jablonski | Progressiste-conservateur |
|        | 2008 - 2012    | Mary Anne Jablonski | Progressiste-conservateur |
|        | 2012 - 2015    | Mary Anne Jablonski | Progressiste-conservateur |
|        | 2015 - présent | Kim Schreiner       | Néo-démocrate             |